# 五邑司徒浩學校
五邑司徒浩學校（英語：F.D.B.W.A. Seeto Ho School），為香港觀塘區一所已停辦的津貼小學，於1967年創立，2002年因牛頭角下邨重建而停辦。

## 歷史
此校為五邑工商總會開辦的第三間小學，於1967年創立，亦是牛頭角下邨首間小學。由於此校開辦時，獲宏德機器鐵工廠創辦人司徒浩捐款贊助，因而冠名。學校早年分為上、下午校，至1980年代尾僅保留上午校，再於1994年改為全日制。
由於校舍所在的牛頭角下邨（一區）需於2003年拆卸，此校早於1998年停止招收小一，至2002年正式停辦；當中，在1997年入學的最後一班小五，以及在預備停辦期間錄取的高年級新移民學生，需轉至同系五邑甄球學校。

## 校舍
此校為一座附建於第四型徙置大廈的「火柴盒」小學，不計地下共有5層，設有24間課室，並與牛頭角下邨第3座中部相連。
因應牛頭角下邨重建，此校舍於2003年拆卸。原址於2012年完成重建，現為同一屋邨的貴新樓。

## 歷屆行政人員

### 校監
- 張玉麟 先生（1967年-？，創校校監）
- 伍旋操 先生，MBE，JP（？-2002年，末任校監）

### 校長

#### 上午校
- 譚譯洲 先生（1967年-？，創校校長）[10]
- 湯乃榮 先生（？-1989年）[11]
- 司徒珍 女士（1989年-？；由五邑鄧樹椿學校下午校調任）[12]

#### 下午校
- 鄭淑銘 女士

#### 全日
- 李建平 先生（1998年[5]-2002年，末任校長，曾任閩僑小學校長）[6]

## 軼事
- 在此校舊址進行分配時，同期創校的聖愛德華天主教小學亦有份申請[13]，但最終獲派藍田邨另一校舍。

## 外部連結
- 五邑司徒浩學校官方網頁（存檔）